# Introductio in analysin infinitorum

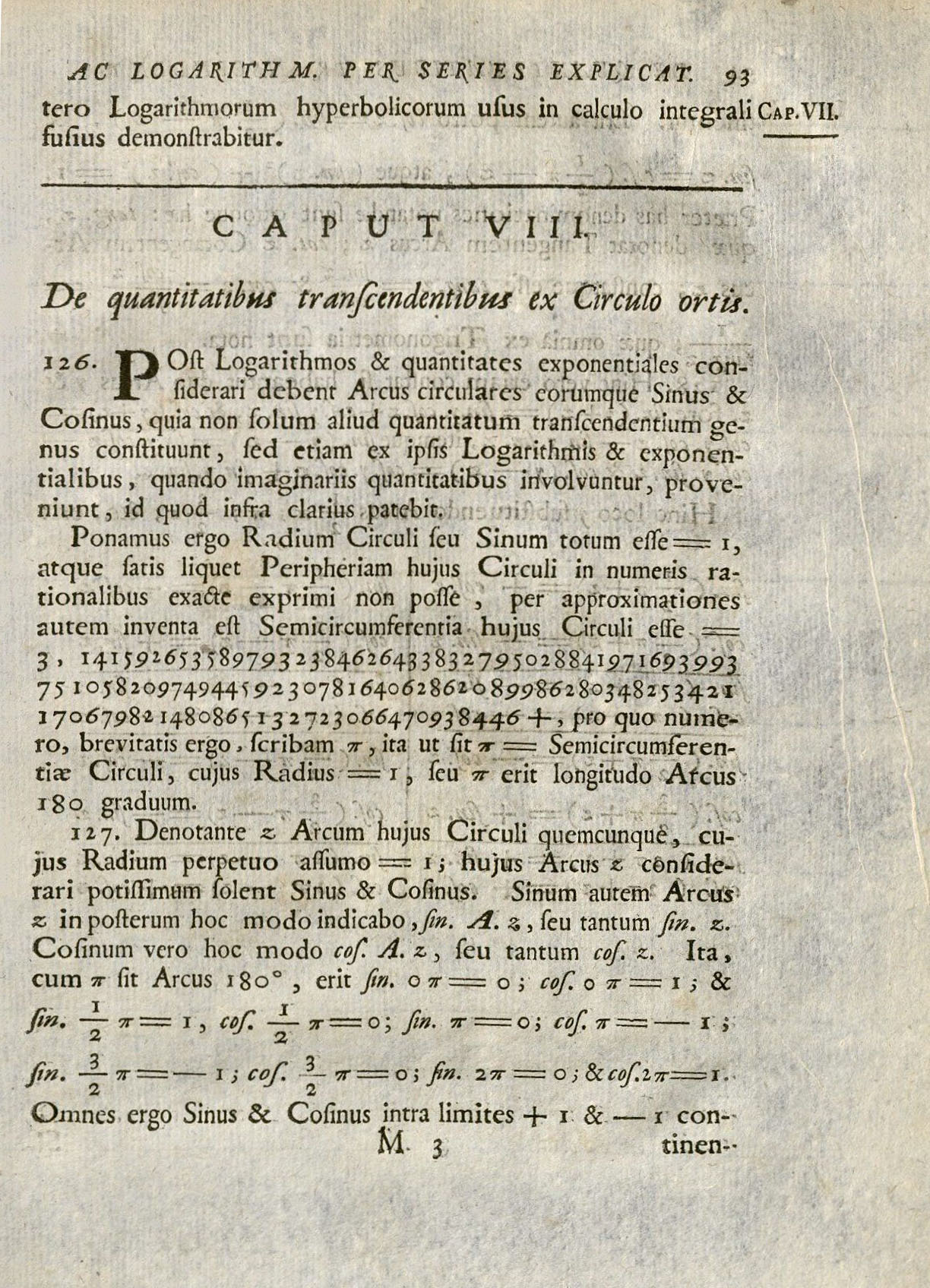
Página del Introductio in analysin infinitorum, 1748

El número e de Euler corresponde al área sombreada igual a 1, propiedad presentada en el capítulo VII

Introductio in analysin infinitorum (Introducción al análisis del infinito) es un trabajo en dos volúmenes obra de Leonhard Euler, que sentó las bases del análisis matemático. Escrito en latín y publicado en 1748, el Introductio contiene 18 capítulos en la primera parte y 22 capítulos en la segunda. Sus números Eneström de referencia son E101 y E102. Es considerado el primer texto de análisis matemático realmente moderno.

## Repercusión histórica
Durante las conferencias presentadas en el Congreso Internacional de Matemáticos de 1950, Carl Boyer comparó la influencia de la Introducción de Euler con la de los Elementos de Euclides, llamando a los Elementos el principal libro de texto de los tiempos antiguos, y a la Introducción "el principal libro de texto de los tiempos modernos". Boyer también escribió: 

El análisis de Euler se acerca a la disciplina ortodoxa moderna, el estudio de funciones mediante procesos infinitos, especialmente a través de series infinitas.

Es dudoso que cualquier otro trabajo esencialmente didáctico incluya una porción tan grande de material original que sobreviva en los cursos universitarios de hoy ... el estudiante moderno puede leerlo con relativa facilidad ... convertido en el prototipo de los libros de texto modernos.

La primera traducción al inglés fue la de John D. Blanton, publicada en 1988. Una segunda traducción, de Ian Bruce, está disponible en línea. V. Frederick Rickey recopiló una lista de las ediciones de la Introductio.
De acuerdo con Henk Bos, 

La Introducción se entiende como un estudio de conceptos y métodos en análisis y geometría analítica preliminar al estudio del cálculo diferencial e integral. [Euler] hizo de esta recopilación de la información de partida un ejercicio magistral para introducir la mayor cantidad posible de análisis sin utilizar la diferenciación o la integración. En particular, introdujo las funciones trascendentales elementales, el logaritmo, la función exponencial, las funciones trigonométricas y sus inversas sin recurrir al cálculo integral, lo que fue una hazaña, puesto que el logaritmo estaba tradicionalmente vinculado a la cuadratura de la hipérbola y a las funciones trigonométricas relacionadas con la longitud del arco del círculo.

## Contenido
El capítulo 1 trata sobre los conceptos de variables y funciones. El Capítulo 4 introduce las series infinitas a través de las funciones racionales. 
Según se expone en el capítulo 6, Euler introduce la exponenciación ax para la constante arbitraria a en los números reales positivos, señalando que aplicar a x esta correspondencia no es una función algebraica, sino más bien una función trascendente. Para a>1, estas funciones son monótonas y forman biyecciones de la recta real con los números reales positivos. Entonces, cada base a corresponde a una función inversa llamada logaritmo en base a.
En el capítulo 7, se presenta e como el número cuyo logaritmo hiperbólico es 1. La referencia aquí es a Grégoire de Saint-Vincent, quien halló una cuadratura de la hipérbola y = 1/x mediante la descripción del logaritmo hiperbólico. La sección 122 denomina el logaritmo con base e como "logaritmo natural o hiperbólico ... ya que la cuadratura de la hipérbola puede expresarse a través de estos logaritmos". También incluye la serie exponencial: 
{\displaystyle \exp(z)=\sum _{k=0}^{\infty }{z^{k} \over k!}=1+z+{z^{2} \over 2}+{z^{3} \over 6}+{z^{4} \over 24}+\cdots }
En el capítulo 8, Euler ya ha sentado las bases para abordar las funciones trigonométricas clásicas como "cantidades trascendentes que surgen del círculo". Utiliza el círculo unitario y presenta la denominada en su honor fórmula de Euler. 
En el capítulo 9 considera los factores trinomiales en los polinomios.
El capítulo 16 se refiere a las particiones, un tema perteneciente a la teoría de números, y a las fracciones continuas. 

## Textos relacionados
Scriba
- JC Scriba (2007) revisión de la reimpresión de 1983 de la edición alemana de 1885 MR 715928

Comentarios a la traducción de Blanton de 1988
- Doru Stefanescu MR 1025504 10255041025504
- Marco Panza (2007) MR 2384380 23843802384380
- Ricardo Quintero Zazueta (1999) MR 1823258 18232581823258
- Ernst Hairer y Gerhard Wanner (1996) Análisis por su historia, capítulo 1, pp 1 a 79, Textos de pregrado en Matemáticas # 70, ISBN 978-0-387-77036-9 MR 1410751 14107511410751